# Малтаролли, Андреа
Андреа́ Малтаро́лли (порт. Andréa Maltarolli; 28 сентября 1962, Рио-де-Жанейро, Бразилия — 22 сентября 2009, там же) — бразильская сценаристка. В 2008 году была номинирована на премию «Prêmio Qualidade Brasil» в номинации «Телевидение: лучший сценарист» за работу в телесериале «Совершенная красота».
Умерла от рака молочной железы за 6 дней до своего 47-летия.